# Wolfgang Müller (Ethnologe)
Wolfgang Müller (* 27. Januar 1953 in Bad Homburg vor der Höhe; † 30. November 2001 in Neu-Anspach) war ein deutscher Ethnologe.

## Leben
Wolfgang Müller studierte Historische Ethnologie, Europäische Ethnologie und Kulturanthropologie an der Johann Wolfgang Goethe-Universität in Frankfurt am Main. In Feldstudien 1976 erforschte er insbesondere die Kulturen und Sprachen indianischer Völker in Mexiko (Tarahumara, Huicholen, Zapoteken, Chinanteken, Huave, Tseltal und Tzotzil). Seine Hauptarbeitsgebiete sind Indianistik, Kulturökologie und Vergleichende Linguistik. Er arbeitete als Übersetzer und freier Autor.

## Schriften
- Lateinamerikas Tieflandindianer. Ihr Weg zwischen Tradition und Zivilisation. Redaktions-Kollektiv „Betrifft: Arme Welt“, Frankfurt am Main 1976.
- Die Indianer Lateinamerikas. Ein ethnostatistischer Überblick. Reimer, Berlin 1984, ISBN 3-496-00760-5.
- Kleine Geschichte der altamerikanischen Kunst (= DuMont-Taschenbücher. 203). DuMont Reiseverlag, Ostfildern 1988, ISBN 3-7701-1843-X.
- Die Indianer Amazoniens. Völker und Kulturen im Regenwald. Beck, München 1995, ISBN 3-406-39756-5.